# 2-furanona
2-Furanona es un heterocíclico compuesto orgánico. Clasificada como una lactona, este líquido incoloro familiar se llama «butenolida.» Como una clase de compuestos, derivados sustituidos, que no son, de hecho, preparado a partir de la matriz 2-furanona, se llaman butenolidas.

## Síntesis y reacciones
2-Furanone se prepara por oxidación de furfural:
Existe en equilibrio con el tautómero 2-hidroxi furano, que sirve como un intermedio en la interconversión entre las β- y α-furanonas. La forma β es el más estable. La interconversión es catalizada por base.
2-Furanonas se pueden convertir a furanos por un proceso de dos etapas de reducción seguida por la deshidratación. Primero el carbono - oxígeno doble enlace se reduce por trimetilsililación del centro de oxígeno.